# Logan County (Kansas)
Logan County je okres ve státě Kansas v USA. K roku 2010 zde žilo 2 756 obyvatel. Správním městem okresu je Oakley. Celková rozloha okresu činí 2 779 km².